# Anders Olsson (författare)

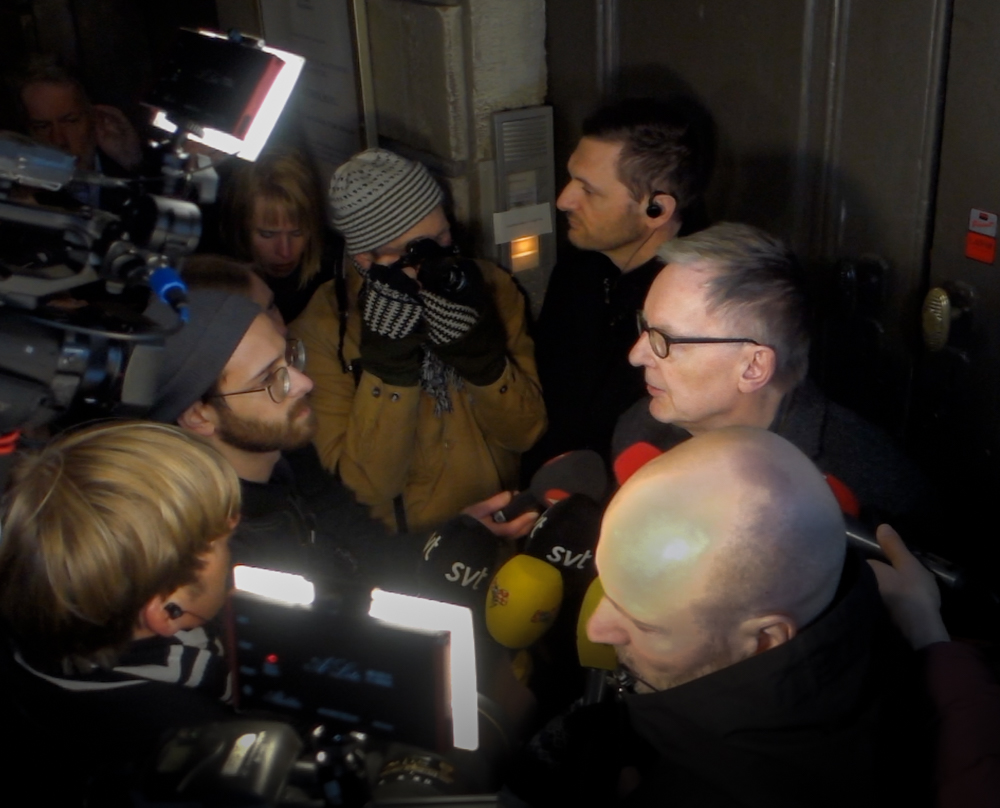
Anders Olsson utanför Svenska Akademien den 20 april 2018 efter att Sara Danius avgått och han utsetts till ständig sekreterare.

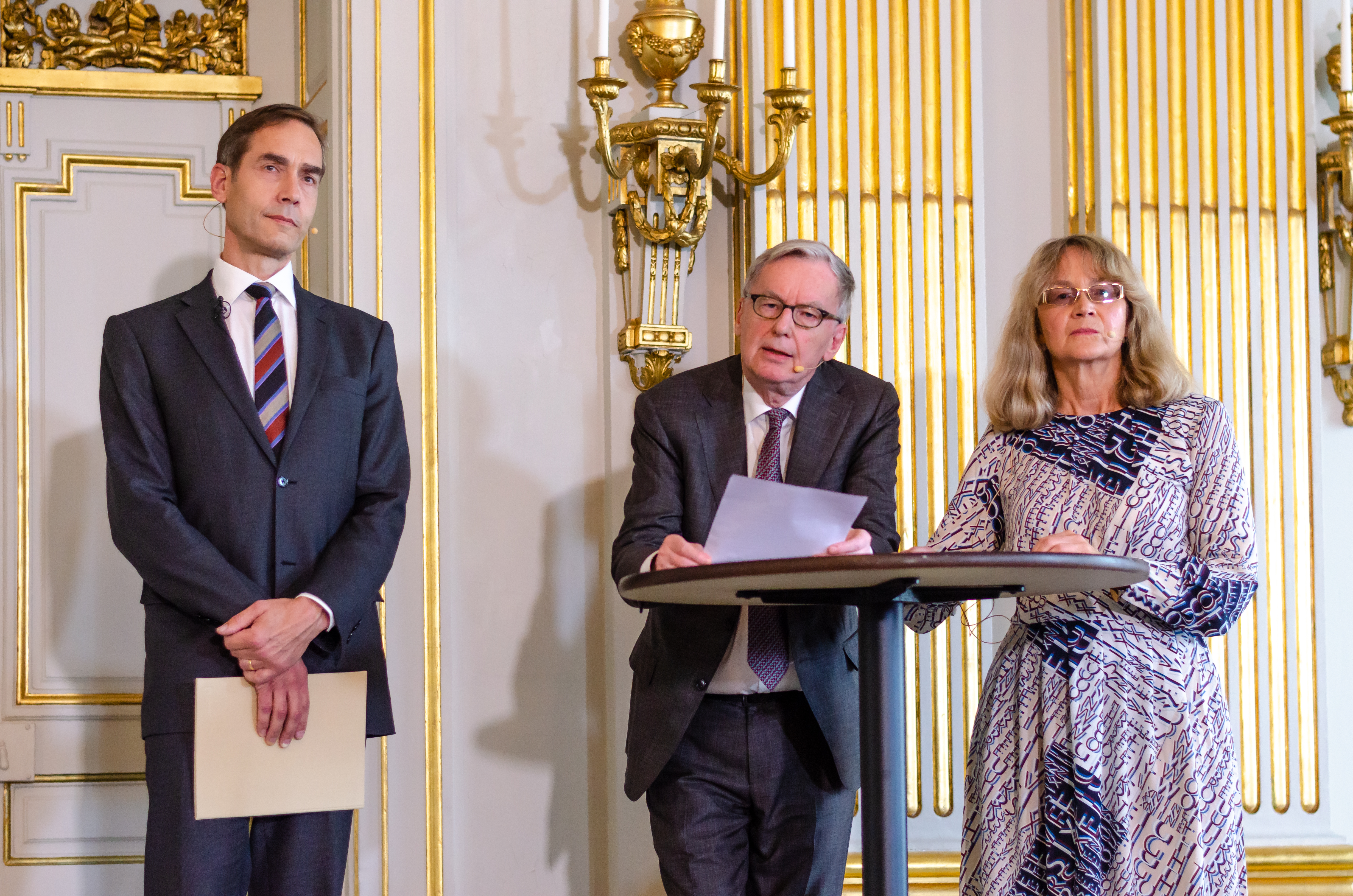
Anders Olsson berättar inför den församlade världspressen i Börshuset i Stockholm varför författaren Annie Ernaux just tilldelats Nobelpriset i litteratur 2022. Övriga på scenen är Mats Malm och Ellen Mattson.

Sven Anders Sigfrid Olsson, född 19 juni 1949 i Huddinge, är en svensk författare, professor i litteraturvetenskap (vid Stockholms universitet), kritiker, samt förutvarande medredaktör för tidskriften Kris. 
Olsson invaldes i Svenska Akademien 22 februari 2008 och tog sitt inträde 20 december samma år på stol nr 4. Den 13 april 2018 utsågs han till ständig sekreterare efter att Sara Danius avgått.

## Biografi
Anders Olsson är son till stadsarkivarien i Västerås, fil. dr Sven Olsson och folkskolläraren Signe Johansson. Han har studerat nordiska språk, litteraturhistoria och filosofi. I slutet av 1970-talet var han med och startade tidskriften Kris och har sedan dess varit verksam som kritiker. Anders Olsson debuterade som författare 1981 med Mälden mellan stenarna: litterära essäer. Han doktorerade 1983 med avhandlingen Gunnar Ekelöfs nej. 1984 kom hans första diktsamling Dagar, aska som har följts av flera diktsamlingar. Hans forskning har rört diktare som Gunnar Ekelöf och Gunnar Björling samt den moderna litteraturens utveckling. År 2004 blev han professor i litteraturvetenskap vid Stockholms universitet. 2008 invaldes han i Svenska Akademien.
Anders Olsson är gift med konstnären Agnes Monus. Han är sedan många år utövare av zenbuddhistisk meditation.

## Kritiker och debattör
Våren och försommaren 1988 initierade Anders Olsson och Horace Engdahl en debatt om filosofen Martin Heidegger. Olsson och Engdahl skrev tillsammans tre inlägg i debatten i Dagens Nyheter. De båda var under 80-talet framträdande i redaktionen för tidskriften Kris och sågs som banérförare för en ny och kontroversiell generation kritiker. Olsson gör redan i Den okända texten (1987), som är en översikt av delar av den "postmodernistiska" idétradition som han hade identifierats med, i sak starka reservationer mot den amoralism och den okritiska vurm för vissa sidor hos Nietzsche och Michel Foucault som hade varit vanliga tidigare under 1980-talet (och skulle förbli det långt senare), framförallt deras tendenser att hävda att "sanning" aldrig är annat än en spegling av den tillfälliga makten. Denna kritik kan ses som ett förspel till diskussionen om Heidegger.

## Priser och utmärkelser
- 1997 – John Landquists pris
- 2000 – Läkerols kulturpris
- 2007 – Schückska priset